# Кшиве-Коло (Поморське воєводство)
Кшиве-Коло (пол. Krzywe Koło, нім. Kriefkohl) — село в Польщі, у гміні Сухий Домб Ґданського повіту Поморського воєводства.
Населення — 520 осіб (2011).

## Демографія
Демографічна структура станом на 31 березня 2011 року:
|          | Загалом | Допрацездатний вік | Працездатний вік | Постпрацездатний вік |
| -------- | ------- | ------------------ | ---------------- | -------------------- |
| Чоловіки | 275     | 80                 | 180              | 15                   |
| Жінки    | 245     | 57                 | 159              | 29                   |
| Разом    | 520     | 137                | 339              | 44                   |